# Malaxis ventricosa
Malaxis ventricosa là một loài thực vật có hoa trong họ Lan. Loài này được (Poepp. & Endl.) Kuntze mô tả khoa học đầu tiên năm 1891.